# Derinkuyu (district)
Derinkuyu is een Turks district in de provincie Nevşehir en telt 21.880 inwoners (2007). Het district heeft een oppervlakte van 444,9 km². Hoofdplaats is Derinkuyu.
De bevolkingsontwikkeling van het district is weergegeven in onderstaande tabel.

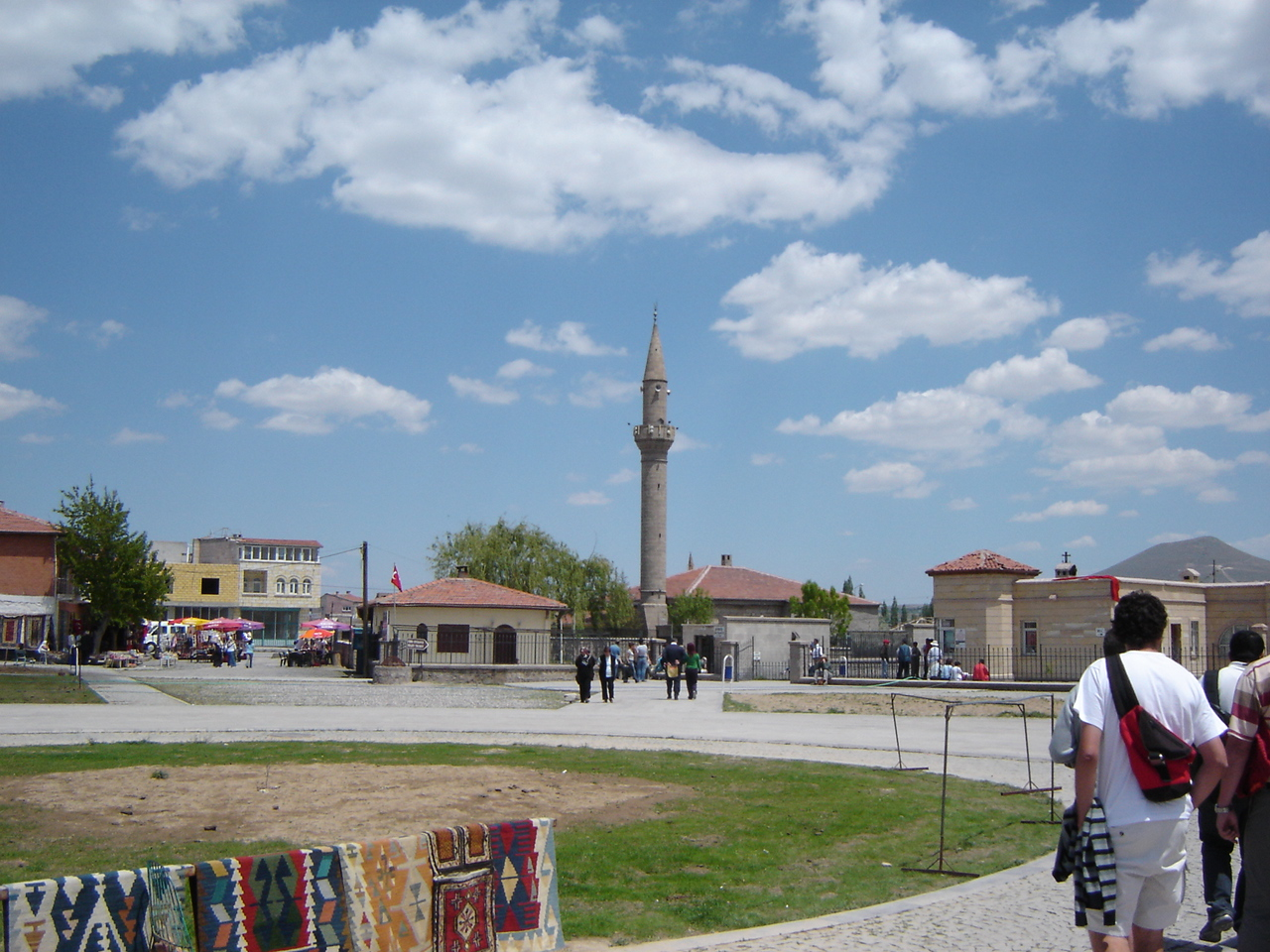
Derinkuyu

| 1997    | 2000   | 2007   |
| ------- | ------ | ------ |
| 199.777 | 24.631 | 21.880 |